# Ерузаль (Лодзинское воеводство)
Ерузаль (пол. Jeruzal) — деревня в Польше, Лодзинское воеводство, Скерневицкий повят, в гмине Ковесы с населением 240 человек. Расположенa в центре страны, в 70 километрах к юго-западу от Варшавы, на реке Хойнатке.

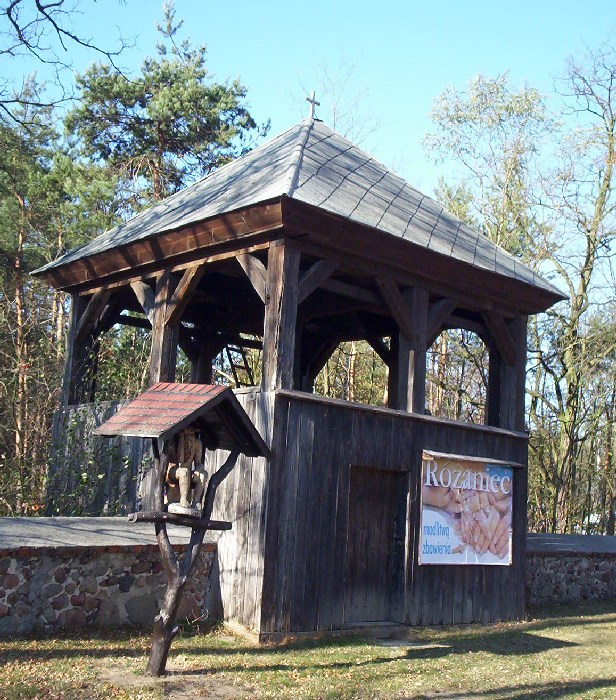
Колокольня

Деревня основана в XII—XIII веках, а первые упоминания о ней появились в 1290 году.
Из достопримечательностей можно отметить костёл и колокольню, построенные в 1798 году.